# Kristoffer Gudmund Nielsen
Pour les articles homonymes, voir Nielsen.
Kristoffer Gudmund Nielsen (né le 20 mai 1985 à Brønshøj) est un coureur cycliste danois. Double champion du Danemark du contre-la-montre par équipes, il a remporté le Tour de Slovaquie 2008. Il est actuellement directeur sportif de l'équipe ColoQuick.

## Palmarès
- 2003
  -  Champion du Danemark du contre-la-montre par équipes juniors
  - 2e du championnat du Danemark sur route juniors
  - 2e du Tour de Basse-Saxe juniors
- 2005
  -  Champion du Danemark du contre-la-montre par équipes
- 2006
  - 1re étape du Tour de Slovaquie
  - 2e du championnat du Danemark du contre-la-montre par équipes
  - 2e de Paris-Roubaix espoirs
  - 3e du Tour de Slovaquie
- 2007
  - 2e du Tour de Normandie
  - 2e du championnat du Danemark du contre-la-montre par équipes
  - 3e de la Côte picarde
- 2008
  -  Champion du Danemark du contre-la-montre par équipes
  - Classement général du Tour de Slovaquie

## Classements mondiaux
| Année           | 2005  | 2006 | 2007 | 2008 |
| --------------- | ----- | ---- | ---- | ---- |
| UCI Europe Tour | 1213e | 182e | 342e | 282e |